# عش للحياة
عِش للحياة (بالإنجليزية: live for life؛ وبالفرنسية: Vivre pour vivre) هو فيلم فرنسي أُخرِجَ من قبل كلود ليولش في عام 1967.
قام كل من إيڤ مونتان، كانديس بيرغن، وآني جيراردو بتمثيل الأدوار الرئيسية والبطولية في هذا الفيلم. حاز على جائزة غولدن غلوب لأفضل فيلم بلغة أجنبية وكان مرشح أيضاً للفوز بجائزة الأوسكار لأفضل فيلم بلغة أجنبية، مما أكسبه شهرة عالمية واسعة، حيث أنه استقطب ما يربو على  2,936,035 اعتراف في فرنسا وكان أيضاً واحداً من أكثر 7 أفلام جنياً للأرباح في عام صدوره.

## ملخص قصير للفلم
يكون أحد الشخصيات الرئيسية روبيرت كولومب (إيڤ مونتان) مذيع أخبار تلفزيوني مشهور ولديه زوجة اسمها كاثرين (آني جيراردو)، ولكنه لا يكون مخلص لها، حيث أنه يصبح هائماً في حب امرأة آخرى اسمها كانديس (كانديس بيرغن).
يقوم روبيرت بأخذ كانديس معه إلى كينيا في رحلة عمل ولكنه ينظم لاحقاً بعض «الترتيبات والتسويات» معها في امستردام.
يُعين بعد ذلك في مهمة إلى فيتنام، فيخبر عند إذن كانديس أن علاقتهم قد انتهت ويكتشف حينها أنها هي أيضاً تعبت منه. إثر رجوعه من سجن في فيتنام، يقرر العودة إلى كاثرين، ولكنها يفاجئ عندما يكتشف أنها قد بدأت حياةً جديدةً لنفسها بعيداً عنه.

## وصلات خارجية
- عش للحياة على موقع IMDb (الإنجليزية)
- عش للحياة على موقع روتن توميتوز (الإنجليزية)
- عش للحياة على موقع نتفليكس (الإنجليزية)
- عش للحياة على موقع قاعدة بيانات الأفلام العربية
- عش للحياة على موقع ألو سيني (الفرنسية)
- عش للحياة على موقع Turner Classic Movies (الإنجليزية)
- عش للحياة على موقع أول موفي (الإنجليزية)
- عش للحياة على موقع فيلمافينيتي (الإسبانية)
- عش للحياة على موقع قاعدة بيانات الأفلام السويدية (السويدية)
- عش للحياة على موقع قاعدة بيانات الفيلم (الإنجليزية)

https://www.allmovie.com/movie/v99909
https://m.imdb.com/title/tt0062452/
http://www.arab-ency.com/ar/البحوث/مونتان-إيف